# Hojuje
Un hojuje (en coréen hangeul : 호주제 ; hanja : 戶主制, litt. « chef de famille »), souvent abrégé en hoju (호주, 戶主), bon-gwan (본관, 本貫), ou encore hojeok (parfois écrit : hojok ; 호적, 戶籍) est un registre de famille comportant la localité d'origine de la famille en république populaire démocratique de Corée (Corée du Nord) ainsi qu'en république de Corée (Corée du Sud).
Des systèmes similaires existent au Japon, nommé koseki, ainsi qu'en Chine (république populaire de Chine (Chine continentale) et république de Chine (Taïwan)), nommé huji ou hukou.
Il est controversé car régi par un système patriarcal, représentant donc une violation du droit à l'égalité des sexes. En Corée du Sud, le système a été aboli en 2005 et remplacé par un nouveau système le 1er janvier 2008.
Hoju signifie également Australie en coréen.